# Kueanun Junumpai
Kueanun Junumpai (thailändisch เกื้อหนุน จันทร์อำไพ, * 9. Januar 1999) ist ein thailändischer Fußballspieler.

## Karriere
Kueanun Junumpai stand bis Dezember 2021 beim Ayutthaya FC unter Vertrag. Der Verein aus Ayutthaya spielte in der dritten Liga, der Thai League 3. Hier trat der Verein in der Western Region der Liga an. Ende Dezember 2021 wechselte er zum Zweitligisten Kasetsart FC. Sein Zweitligadebüt für den Verein aus Bangkok gab Kueanun Junumpai am 8. Januar 2022 (18. Spieltag) im Auswärtsspiel gegen den Ranong United FC. Hier stand er in der Startelf und wurde in der 79. Minute gegen Chakrit Wasprasertsuk ausgewechselt. Das Spiel endete 0:0. In der Rückrunde bestritt er sieben Zweitligaspiele. Am 1. August 2022 wechselte er zum ebenfalls in der zweiten Liga spielenden Ayutthaya United FC. Für Ayutthaya bestritt er neun Zweitligaspiele. Nach der Hinserie 2022/23 wechselte er im Januar 2023 zum Drittligisten STK Muangnont FC. Mit dem Verein, der ebenfalls in Ayutthaya beheimatet ist, spielte er elfmal in der Bangkok Metropolitan Region der Liga. Hierbei erzielte er sechs Treffer. Nach der Saison wurde sein Vertrag nicht verlängert. Zu Beginn der Saison 2023/24 unterschrieb er im Sommer 2023 einen Vertrag beim Zweitligaabsteiger Raj-Pracha FC. Mit dem Hauptstadtverein spielte er 18-mal in der Western Region der dritten Liga. Nach einer Spielzeit wechselte er im August 2024 nach Samut Prakan zum Zweitligaabsteiger TOKO Customs United FC. Mit dem Verein spielte er 15-mal in der Eastern Region der Liga. Nach 15 Ligaspielen, in denen er fünf Treffer erzielte, wechselte er im Sommer 2025 in die Northern Region. Hier schloss er sich in Chiangmai dem Chiangmai FC an.